# Michael Hammon
Michael Hammon (* 3. März 1955 in Johannesburg, Südafrika) ist ein deutscher Kameramann und Filmregisseur.

## Leben
Michael Hammon studierte Malerei und Fotografie in Kapstadt und danach von 1985 bis 1991 an der Deutschen Film- und Fernsehakademie Berlin. Seit dieser Zeit ist er als Kameramann tätig. Mit dem Grimme-Preisgekrönten Spielfilm Wheels and Deals wurde er 1991 auch als Regisseur tätig.
Hammon ist Mitglied im Berufsverband Kinematografie (BVK).

## Filmografie (Auswahl)

### Kamera
- 1987: Eine Rolle Duschen (Kurzfilm)
- 1995–1999: Wolffs Revier (Fernsehserie, 7 Folgen)
- 1996: Dem deutschen Volke (Dokumentarfilm)
- 1997: Nach Saison (Dokumentarfilm)
- 2000: Die Polizistin
- 2002: Halbe Treppe
- 2002: Storno
- 2002: Kurt Gerron – Gefangen im Paradies
- 2005: Willenbrock
- 2008: Nur ein Sommer
- 2008: Hidden Heart (Dokumentarfilm)
- 2008: Wolke 9
- 2008: Leo und Marie – Eine Weihnachtsliebe
- 2011: Wader Wecker Vater Land (Dokumentarfilm)
- 2011: Halt auf freier Strecke
- 2012: Araf – Im Niemandsland
- 2012: Herr Wichmann aus der dritten Reihe
- 2014: Das Hotelzimmer
- 2015: Als wir träumten
- 2017: Timm Thaler oder das verkaufte Lachen
- 2021: Tatort: Wo ist Mike?
- 2021: Nachtwald
- 2023: Tatort: Königinnen
- 2025: Stiller

### Regie
- 1991: Wheels and Deals
- 2000: Hillbrow Kids (Dokumentarfilm)
- 2013: Gold – Du kannst mehr als Du denkst (Dokumentarfilm)

## Preise und Auszeichnungen (Auswahl)
- 1992: Adolf-Grimme-Preis mit Bronze für Wheels and Deals
- 1998: Deutscher Kamerapreis Dokumentation für Nach Saison
- 2001: Deutscher Kamerapreis Fernsehfilm für Die Polizistin
- 2005: Deutscher Kamerapreis Kinospielfilm für Willenbrock
- 2008: Bayerischer Filmpreis für die beste Bildgestaltung in Wolke 9